# 柳瀬古墳群
柳瀬古墳群（やなせこふんぐん）は、埼玉県秩父郡皆野町大字柳瀬にあった古墳群である。

## 概要
円福寺の北西に3基の古墳が所在した。そのうち柳瀬1号墳は削平され横穴式石室の一部が残存している。他の2基は消滅した。1号墳は1991年（平成3年）に発掘調査された。

## 柳瀬1号墳
径約10メートルの円墳。主体部は胴張りのある両袖型横穴式石室で、全長3.6メートルである。副葬品は、鉄鏃・大刀片・環状鏡板付轡・胡籙（ころく/やなぐい）片が出土している。この古墳の築造年代については、石室の形態などから7世紀前半から中頃とみられている。出土遺物は1993年（平成5年）5月28日付けで町指定有形文化財に指定された。